# بيغ علي
بيغ علي (بالإنجليزية: Big Ali)‏ هو مغني ودي جيه ومغن مؤلف أمريكي، ولد في 25 فبراير 1978 في نيويورك في الولايات المتحدة.

## وصلات خارجية
- بيغ علي على موقع ميوزك برينز (الإنجليزية)
- بيغ علي على موقع أول ميوزيك (الإنجليزية)
- بيغ علي على موقع ديسكوغز (الإنجليزية)